# Ziegelhaus (Dombühl)
Ziegelhaus ([ˈt͡siːɡl̩ˌhaʊ̯s] ) ist ein Gemeindeteil des Marktes Dombühl im Landkreis Ansbach (Mittelfranken, Bayern). Ziegelhaus liegt in der Gemarkung Kloster Sulz.

## Geografie
Das Dorf liegt an der Sulzach. Einen halben Kilometer östlich befindet sich der Klosterberg (531 m ü. NHN), der eine Erhebung der Sulzachrandhöhen ist, die Teil der Frankenhöhe sind. Im Südwesten grenzt das Ziegelfeld an. Eine Gemeindeverbindungsstraße führt nach Schorndorf (1,3 km nördlich) bzw. über die Ziegelhütte nach Kloster Sulz zur Kreisstraße AN 4 (1,3 km südöstlich). Eine weitere Gemeindeverbindungsstraße führt nach Dombühl zur AN 4 (2 km südwestlich).

## Geschichte
1732 bestand der Ort aus 6 Anwesen und 1 Gemeindehirtenhaus. Die Dorf- und Gemeindeherrschaft und die Grundherrschaft über alle Anwesen wurden vom Klosterverwalteramt Sulz ausgeübt. 5 Anwesen (1 Mühle, 1 Hof, 3 Güter) lagen im Fraischbezirk des ansbachischen Oberamtes Colmberg, 1 Anwesen (1 Gut) im Fraischbezirk des ansbachischen Oberamtes Feuchtwangen. Von 1797 bis 1808 gehörte der Ort zum Justiz- und Kammeramt Feuchtwangen. Die Zahl der Anwesen blieb unverändert.
Mit dem Gemeindeedikt (frühes 19. Jahrhundert) wurde Ziegelhaus dem Steuerdistrikt Dombühl und der Ruralgemeinde Kloster Sulz zugeordnet. Im Zuge der Gebietsreform in Bayern wurde Ziegelhaus am 1. April 1971 nach Dombühl eingemeindet.
Knapp nördlich von Ziegelhaus befand sich mindestens seit 1767 ein markgräfliches Bergwerk im Lettenkohlenkeuper, unterhalb des Schilfsandsteins. Der Abbau der geringwertigen Kohle erwies sich jedoch schon bald als unrentabel. Um 1926 hieß die dortige Flur noch Bergwerksäcker.

## Einwohnerentwicklung
| Jahr      | 001818 | 001840 | 001861 | 001871 | 001885 | 001900 | 001925 | 001950 | 001961 | 001970 | 001987 |
| Einwohner | 40     | 38     | 36     | 43     | 34     | 42     | 32     | 55     | 34     | 33     | 32     |
| Häuser    | 7      | 7      |        |        | 8      | 9      | 8      | 9      | 8      |        | 10     |
| Quelle    | [ 11 ] | [ 12 ] | [ 13 ] | [ 14 ] | [ 15 ] | [ 16 ] | [ 17 ] | [ 18 ] | [ 19 ] | [ 20 ] | [ 1 ]  |

## Religion
Der Ort ist seit der Reformation evangelisch-lutherisch geprägt und bis heute nach St. Maria (Kloster Sulz) gepfarrt. Die Einwohner römisch-katholischer Konfession sind nach Kreuzerhöhung (Schillingsfürst) gepfarrt.